# Vladímir Rijkov
Vladímir Aleksàndrovitx Rijkov (en rus: Владимир Александрович Рыжков), nascut el 3 de setembre de 1966 a Rubtsovsk, és un polític rus independent. Des de 2006, en Ryzhkov ha estat afiliat a la coalició de l'oposició russa del grup L'Altra Rússia. Rijkov ha representat la ciutat de Barnaul, a Altai, Sibèria de 1993 a 2007. Va ser elegit per primera vegada el 1993. El 1997, va ser elegit vicepresident de la Duma d'Estat, convertint-se en el president més jove de la seva història. El 19 de setembre de 1998, Rijkov va ser nomenat Viceprimer ministre de la Federació Russa per afers socials, però va rebutjar l'oferta uns pocs dies més tard. El març de 2009, Lebedev va anunciar que Vladímir Rijkov s'unia al Partit Independent Democràtic de Rússia.